# Komintern (Adygeja)
Komintern (russisch Коминтерн) ist ein Dorf (chutor) in Südrussland. Es gehört zur Republik Adygeja und hat 273 Einwohner (Stand 2019). Im Ort gibt es 2 Straßen. Komintern liegt 29 Straßenkilometer nördlich von Tulski (dem Verwaltungszentrum des Bezirks). Krasnaja Ulka ist die nächstgelegene ländliche Ortschaft.